# Paramount Network (міжнародний)
Paramount Network (раніше відомий як Paramount Channel) — це бренд кількох телевізійних каналів, що експлуатуються ViacomCBS Networks International, що демонструють каталог фільмів Paramount Pictures та вибрані телесеріали з телевізійних виробництв ViacomCBS. Вперше канал був запущений в Іспанії 30 березня 2012 р., а з тих пір канал працював на ряді територій Європи, Латинської Америки та Азії.

## Історія

### Як Paramount Channel

Логотип Paramount Channel до ребрендингу як Paramount Network в деяких країнах

На сьогоднішній день канал Paramount запущений в Іспанії в березні 2012 року, Франції у вересні 2013 року, Угорщині в лютому 2014 року, Росії в січні 2014 року, Румунії 14 січня 2014 року, Латинській Америці у вересні 1995 року до 2003 року, але повертається знову в абсолютно новому вигляді листопада 2014 р., Швеції в грудні 2014 р., Польщі в березні 2015 р., Італії і Таїланд у лютому та травні 2016 р. та на Близькому Сході у квітні 2017 р..

### Перезапуск
У травні 2018 року Viacom оголосив, що оригінальний канал Paramount в Іспанії перезапуститься як локальна версія американської мережі Paramount, переключившись на загальний формат розваг із телевізійними серіалами та фільмами. Те саме відновлення, що і мережа Paramount, відбулося в Італії 16 березня 2019 року та в Латинській Америці 14 квітня 2020 року. 20 жовтня 2020 року було оголошено, що угорська версія також буде ребрендована як Paramount Network, і дата ребрендингу була підтверджена 23 листопада того ж року. 17 грудня 2020 року Paramount Channel в Угорщині був перейменований на Paramount Network . У грудні 2020 року ViacomCBS оголосила, що Prima Comedy Central в Чехії буде перейменований на Paramount Network. Paramount Network ефективно запущений 12 січня 2021 року. 26 січня 2021 року на офіційній сторінці Facebook у Азії було оголошено ViacomCBS, що 1 лютого 2021 року канал Paramount у Таїланді, Малайзії та Тихоокеанських островах (включаючи Філіппіни) повинен бути перейменований на Paramount Network. 

## Програмування
Запущений у вересні 1995 року The Paramount Channel спочатку транслювався в Латинській Америці як день запуску і в основному транслював такі телевізійні шоу, як драма, ситкоми та анімаційні телешоу. Оригінальний канал Paramount в Іспанії в основному транслював фільми 1980-х та 1990-х років, а також останні телесеріали. Міжнародні версії, що послідували, мали схожий формат, але ніколи не однакові програми. Наприклад, фільми 1950-х, 1960-х, 1970-х років транслювалися у Франції, останні серіали та фільми 1990-х і 2000-х років виходили в Італію, а фільми та серіали 1950-х, 1960-х, 1970-х, 1980-х, 1990-х, 2000-х і 2010-х років. транслювалися в Угорщині, Польщі, Румунії, Росії, Близькому Сході, Латинській Америці та Південно-Східній Азії. На додаток до ефіру фільмів, деякі версії в інших країнах також транслюють бойові спортивні події з промоції змішаних єдиноборств Bellator MMA.
Після ребрендингу каналу як Paramount Network, тепер він додає серіали як з американського вітчизняного колеги, так і з телевізійних виробничих компаній ViacomCBS та з придбання синдикованих програм. У деяких країнах на телеканалі також виходять шоу від Comedy Central.

## Список каналів
- Paramount Network Іспанія
- Paramount Network США
- Paramount Network Велика Британія
- Paramount Network Латинської Америки
- Paramount Channel Франція
- Paramount Channel Польща